# LGA 3647
LGA 3647 (Socket P) — это разъём для процессоров для серверных процессоров компании Intel. Разъём имеет 3647 подпружиненных контактов для соприкосновения с контактными площадками процессора. Для крепления процессора вместо обычного держателя с захватом и рычага используются направляющие и винты.
Применяется с процессорами Xeon Phi «Knights Landing», Xeon Phi «Knights Mill» и Skylake-EX/SP.
Разъём поддерживает: 6-канальный контроллер памяти, энергонезависимую память 3D XPoint, шину Intel Ultra Path Interconnect (UPI), в качестве замены QPI. 
Некоторые процессоры для этого разъема могут иметь также внутренний коннектор коммуникационной сети Omni-Path с пропускной способностью 100 Гбит/с.

## Модификации
Данный процессорный разъем выходил в двух вариантах:
- LGA3647-0 (socket P0) (более распространен)  для процессоров Skylake-SP  и Cascade Lake-SP/AP [4]
- LGA3647-1 (socket P1) для процессоров Xeon Phi x200 [5]